# Mato Leitão
Mato Leitão este un oraș în Rio Grande do Sul (RS), Brazilia.